# Calamaria ulmeri
Calamaria ulmeri är en ormart som beskrevs av Sackett 1940. Calamaria ulmeri ingår i släktet Calamaria och familjen snokar. IUCN kategoriserar arten globalt som otillräckligt studerad. Inga underarter finns listade.
Arten förekommer i en liten region på norra Sumatra. Honor lägger ägg.